# Darfur Orientale
Il Darfur orientale (in arabo ولاية شرق دارفور‎?   Wilāyat Šarq Dārfūr; Sharq Darfur) è uno degli stati del Sudan. È uno dei cinque stati che comprende la regione del Darfur ed è stato creato nel gennaio 2012 come risultato del processo di pace per la più ampia regione del Darfur. La capitale dello stato è Ed Daein. Lo stato è stato creato dall'area che faceva parte del Darfur meridionale.

## Distretti
- ad-Du'ain
- Abu Jakra
- Abu Karinka
- Adila
- Assalaya
- Bahr el Arab
- El Ferdous
- Yassin
- Schearia